# Harriet Dart

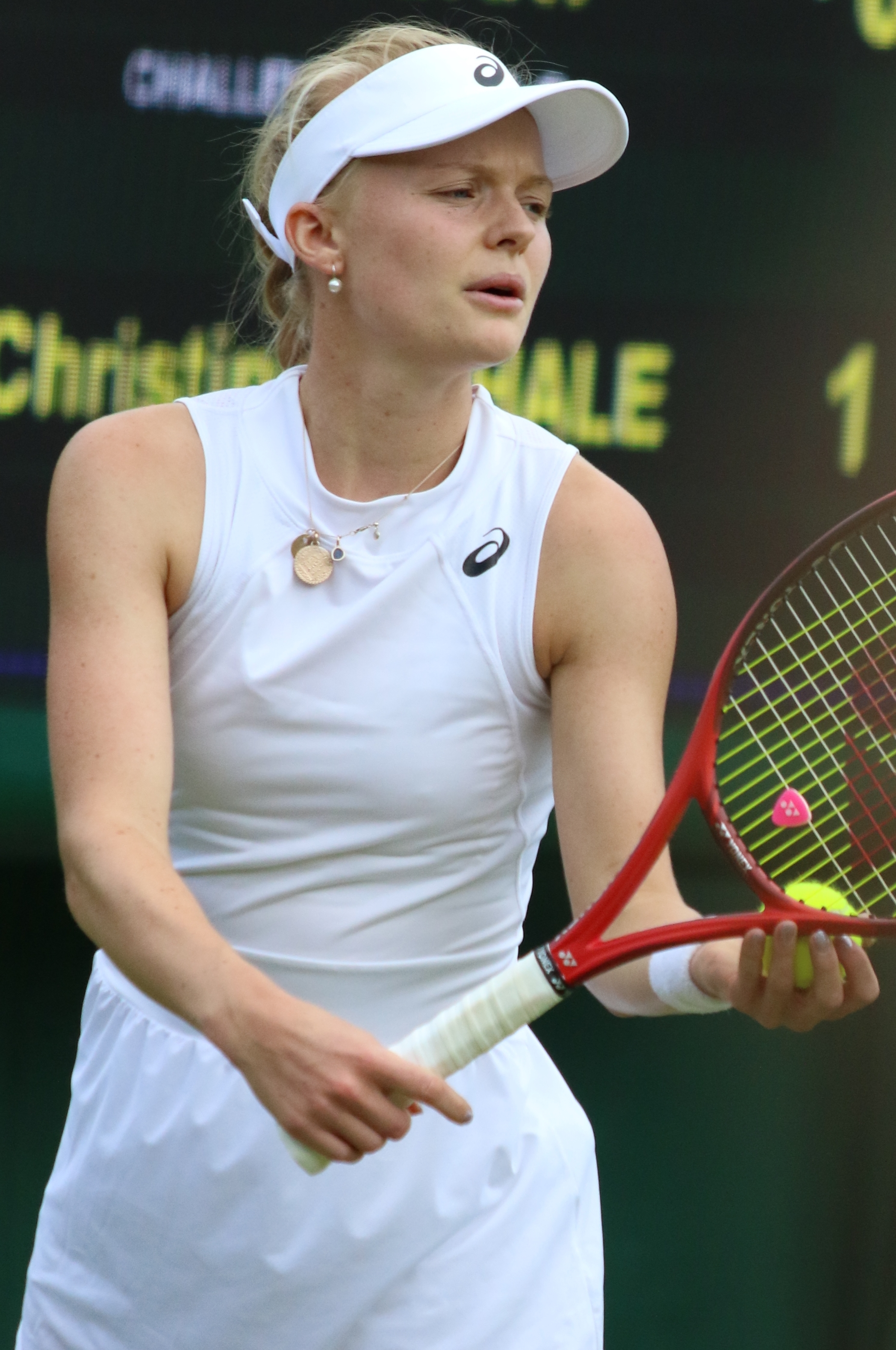
Wimbledon 2019

Harriet Dart (Londen, 28 juli 1996) is een tennisspeelster uit het Verenigd Koninkrijk. Dart begon op zevenjarige leeftijd met het spelen van tennis. Haar favoriete ondergrond is hardcourt en gras. Zij speelt rechtshandig en heeft een tweehandige backhand. Zij is actief in het internationale tennis sinds 2011.

## Loopbaan
In 2017 verloor zij in het kwalificatietoernooi voor een plek in het vrouwenenkelspeltoernooi van Wimbledon; wel kreeg zij samen met Katy Dunne een wildcard voor het vrouwendubbelspeltoernooi – bovendien kreeg zij samen met landgenoot Brydan Klein een plek als alternate bij het gemengd dubbelspel.
In 2018 nam zij deel aan Wimbledon – zij kwam uit op het enkel-, vrouwendubbel- en gemengd dubbelspel – in het gemengd bereikte zij de halve finale, samen met landgenoot Jay Clarke.
In maart 2019 won Dart in het dubbelspel haar veertiende ITF-titel, op het toernooi van Croissy-Beaubourg samen met de Nederlandse Lesley Kerkhove – daarmee kwam zij binnen op de top 100 van de wereldranglijst. Op Wimbledon 2019 bereikte zij de derde ronde in het enkelspel.
Op Wimbledon 2021 bereikte Dart de finale van het gemengd dubbelspel, nu met landgenoot Joe Salisbury aan haar zijde – zij verloren de eindstrijd van Desirae Krawczyk en Neal Skupski. In november won zij haar eerste WTA-titel, op het dubbelspeltoernooi van Midland, samen met de Amerikaanse Asia Muhammad.
In maart 2022 bereikte Dart de vierde ronde op het WTA 1000-toernooi van Indian Wells. Daarmee trad zij ook in het enkelspel toe tot de top 100 van de wereldranglijst.
Zij stond in 2024 voor het eerst in een WTA-enkelspelfinale, op het WTA 125-toernooi van Canberra – zij verloor van de Spaanse Nuria Párrizas Díaz.

### Tennis in teamverband
In de periode 2019–2023 maakte Dart deel uit van het Britse Fed Cup-team – zij behaalde daar een winst/verlies-balans van 6–7.

## Posities op deWTA-ranglijst
Positie per einde seizoen:
| jaar | rang enkelspel | rang dubbelspel |
| ---- | -------------- | --------------- |
| 2012 | 942            | –               |
| 2013 | 1019           | 1016            |
| 2014 | 532            | 470             |
| 2015 | 385            | 348             |
| 2016 | 338            | 403             |
| 2017 | 315            | 302             |
| 2018 | 153            | 113             |
| 2019 | 142            | 161             |
| 2020 | 150            | 177             |
| 2021 | 120            | 164             |
| 2022 | 98             | 120             |
| 2023 | 138            | 156             |

## Resultaten grandslamtoernooien
| Legenda | Legenda                          |
| ------- | -------------------------------- |
| g.t.    | geen toernooi gehouden           |
| l.c.    | lagere categorie                 |
| –       | niet deelgenomen                 |
| G       | uitgeschakeld in de groepsfase   |
| 1R      | uitgeschakeld in de eerste ronde |
| 2R      | uitgeschakeld in de tweede ronde |
| 3R      | uitgeschakeld in de derde ronde  |
| 4R      | uitgeschakeld in de vierde ronde |
| KF      | uitgeschakeld in de kwartfinale  |
| HF      | uitgeschakeld in de halve finale |
| F       | de finale verloren               |
| W       | het toernooi gewonnen            |
| w-v     | winst/verlies-balans             |

### Enkelspel
| toernooi        | 2018 | 2019 | 2020 | 2021 | 2022 | 2023 | 2024 |
| --------------- | ---- | ---- | ---- | ---- | ---- | ---- | ---- |
| Australian Open | –    | 1R   | 2R   | –    | 1R   | 1R   | –    |
| Roland Garros   | –    | –    | –    | –    | 1R   | –    | 1R   |
| Wimbledon       | 1R   | 3R   | g.t. | 1R   | 2R   | 1R   | 3R   |
| US Open         | –    | 1R   | –    | 1R   | 2R   | –    | 2R   |

### Vrouwendubbelspel
| toernooi        | 2017 | 2018 | 2019 |    | 2021 | 2022 | 2023 | 2024 |
| --------------- | ---- | ---- | ---- | -- | ---- | ---- | ---- | ---- |
| Australian Open | –    | –    | 2R   | –  | –    | –    | –    |      |
| Roland Garros   | –    | –    | –    | –  | –    | –    | –    |      |
| Wimbledon       | 1R   | 2R   | 1R   | 3R | 3R   | 2R   | 1R   |      |
| US Open         | –    | –    | –    | 1R | 1R   | –    | 3R   |      |

### Gemengd dubbelspel
| Australian Open | –  | –  | – | –  |
| Roland Garros   | –  | –  | – | –  |
| Wimbledon       | 2R | HF | F | 1R |
| US Open         | –  | –  | – | –  |

## Palmares
| Legenda                 |
| ----------------------- |
| Grandslamtoernooi       |
| Olympische Spelen       |
| Year-End Championships  |
| Premier Mandatory       |
| Premier Five / WTA 1000 |
| Premier / WTA 500       |
| International / WTA 250 |
| Challenger / WTA 125    |

### WTA-finaleplaatsen enkelspel
| nr.              | finale     | toernooi     | ondergrond | tegenstandster      | score    |         |
| ---------------- | ---------- | ------------ | ---------- | ------------------- | -------- | ------- |
| gewonnen finales |            |              |            |                     |          |         |
| geen             |            |              |            |                     |          |         |
| verloren finales |            |              |            |                     |          |         |
| 1.               | 2024-01-06 | WTA Canberra | hardcourt  | Nuria Párrizas Díaz | 4-6, 3-6 | details |

### WTA-finaleplaatsen vrouwendubbelspel
| nr.              | finale     | toernooi        | ondergrond    | partner              | tegenstandsters                    | score            |         |
| ---------------- | ---------- | --------------- | ------------- | -------------------- | ---------------------------------- | ---------------- | ------- |
| gewonnen finales |            |                 |               |                      |                                    |                  |         |
| 1.               | 2021-11-06 | WTA Midland     | hardcourt (i) | Asia Muhammad        | Peangtarn Plipuech Aldila Sutjiadi | 6-3, 2-6, [10-7] | details |
| verloren finales |            |                 |               |                      |                                    |                  |         |
| 1.               | 2022-08-27 | WTA Granby      | hardcourt     | Rosalie van der Hoek | Alicia Barnett Olivia Nicholls     | 7-5, 3-6, [1-10] | details |
| 2.               | 2023-06-18 | WTA Nottingham  | gras          | Heather Watson       | Ulrikke Eikeri Ingrid Neel         | 6-7, 7-5, [8-10] | details |
| 3.               | 2024-02-11 | WTA Cluj-Napoca | hardcourt (i) | Tereza Mihalíková    | Caty McNally Asia Muhammad         | 3-6, 4-6         | details |
| 4.               | 2024-04-20 | WTA Oeiras      | gravel        | Kristina Mladenovic  | Francisca Jorge Matilde Jorge      | 0-6, 4-6         | details |
| 5.               | 2024-06-16 | WTA Nottingham  | gras          | Diane Parry          | Gabriela Dabrowski Erin Routliffe  | 7-5, 3-6, [9-11] | details |

### Finaleplaatsen gemengd dubbelspel
| nr.              | finale     | toernooi  | ondergrond | partner       | tegenstanders                 | score    |         |
| ---------------- | ---------- | --------- | ---------- | ------------- | ----------------------------- | -------- | ------- |
| gewonnen finales |            |           |            |               |                               |          |         |
| geen             |            |           |            |               |                               |          |         |
| verloren finales |            |           |            |               |                               |          |         |
| 1.               | 2021-07-11 | Wimbledon | gras       | Joe Salisbury | Desirae Krawczyk Neal Skupski | 2-6, 6-7 | details |